# Groote Kerk (Maassluis)
De Groote Kerk (ook wel Nieuwe Kerk) is een kerk in de Nederlandse stad Maassluis die tussen 1629 en 1639 is gebouwd. Op 9 oktober 1639 is de kerk officieel geopend. De kerk is onder meer bekend om zijn Garrels-orgel. De Groote kerk werd zo genoemd omdat Maassluis al een kleinere kerk had die omstreeks het jaar 1500 werd gebouwd, en die na de opening van de Groote kerk werd gesloten.

## Geschiedenis
De kerk staat op het Kerkeiland, waar een halve eeuw eerder een schans was opgericht ter bescherming tegen de Spaanse troepen. De bevolking was de Tachtigjarige Oorlog echter moe en heeft, jaren voor het einde van de oorlog, de schans afgebroken.
De bouw van de Groote Kerk werd gefinancierd door heffingen op de haringvangst. De kerk werd gebouwd naar het voorbeeld van de enkele jaren eerder gebouwde Amsterdamse Noorderkerk, eveneens een centraalbouw met een plattegrond in de vorm van een Grieks kruis. In tegenstelling tot het Amsterdamse voorbeeld vertoont de Groote Kerk nog vormen uit de gotiek, met name de spitsboogvensters.

Bijzonder is dat het gebouw vanaf het begin als Protestantse kerk gebouwd is. Het is hiermee een van de eerste Protestantse kerken in Nederland. De bouw duurde langer dan gepland, hetgeen werd veroorzaakt door "schade aan lijf en goed" in de strijd tegen de Duinkerker kapers. Oorspronkelijk werd de kerk bekroond door een grote vieringtoren. Toen deze te zwaar bleek werd deze vervangen door een kleinere, en werd van 1648 tot 1650 de huidige westtoren gebouwd, ontworpen door Arent van 's-Gravesande.
Op 18 maart 1943 bombardeerde een squadron van twaalf Lockheed Ventura's van de Royal Australian Air Force omstreeks half vier 's middags het Kerkeiland, waarbij behalve de Groote Kerk ook een aantal huizen zwaar beschadigd werden. Daarnaast kwamen achttien burgers om. Het eigenlijke doel was de Witol olieraffinaderij, maar door de grote hoogte waarop werd gevlogen, kwamen de bommen verkeerd terecht.
Het orgel overleefde het bombardement en al tijdens de Tweede Wereldoorlog werd begonnen met herstel van de schade aan de kerk. Tegenwoordig bevinden zich in de bestrating gedenkstenen ter herinnering aan dit bombardement.

## Orgel
Het orgel in de Groote Kerk is tussen 1730 en 1732 gebouwd door de orgelbouwer Rudolf Garrels in opdracht van Govert van Wijn, een welgestelde Maassluizer. Op 4 december 1732, de negentigste verjaardag van Van Wijn, werd het orgel in gebruik genomen. Het orgel is in de loop der eeuwen aangepast aan de veranderde muzikale smaak. Het is in de 20e eeuw gerestaureerd en daarbij teruggebracht naar de oorspronkelijke toestand. Het heeft drie manualen, een vrij pedaal en 50 registers. 
De organist is volgens zijn aanstellingsbrief verplicht enkele malen per jaar een orgelconcert te verzorgen. Met de opbrengsten hiervan wordt mede het orgel onderhouden. Sinds 1984 is de eerste organist Jaap Kroonenburg, die Feike Asma in die functie opvolgde.